# Joshua Titima
Joshua Titima, né le 20 octobre 1992 en Zambie, est un footballeur international zambien qui joue au poste de gardien de but pour le club zambien des Power Dynamos.

## Biographie
Titima fait ses débuts en professionnel dans le club de Zanaco et remporte le championnat de Zambie en 2009. Dès 2010, il devient gardien de but titulaire du club et atteint notamment les huitièmes de finale de la Ligue des champions,. Le 1er janvier 2012, il est transféré aux Power Dynamos qui viennent d'être sacrés champions de Zambie. Il est sélectionné en équipe nationale pour disputer la Coupe d'Afrique des nations et remporte le titre en tant que troisième gardien.